# Haarlemmer Halletjes
Haarlemmer Halletjes zijn ambachtelijk gebakken banketkoekjes die afkomstig zijn uit de Noord-Hollandse stad Haarlem. Het zijn dunne, krokante brosse koekjes, gekruid met kaneel en kruidnagel, die passen bij een kop koffie of thee. 
Haarlemmer Halletjes zouden voor het eerst zijn gebakken in de Korte Veerstraat. Ze waren in trek, want steeds meer bakkerijen gingen deze koekjes maken. Dit waren voor zover bekend destijds ‘t Gekroonde Halletje, De vergulde Halletjesberg, en ‘t Halfwegsche Halletje.

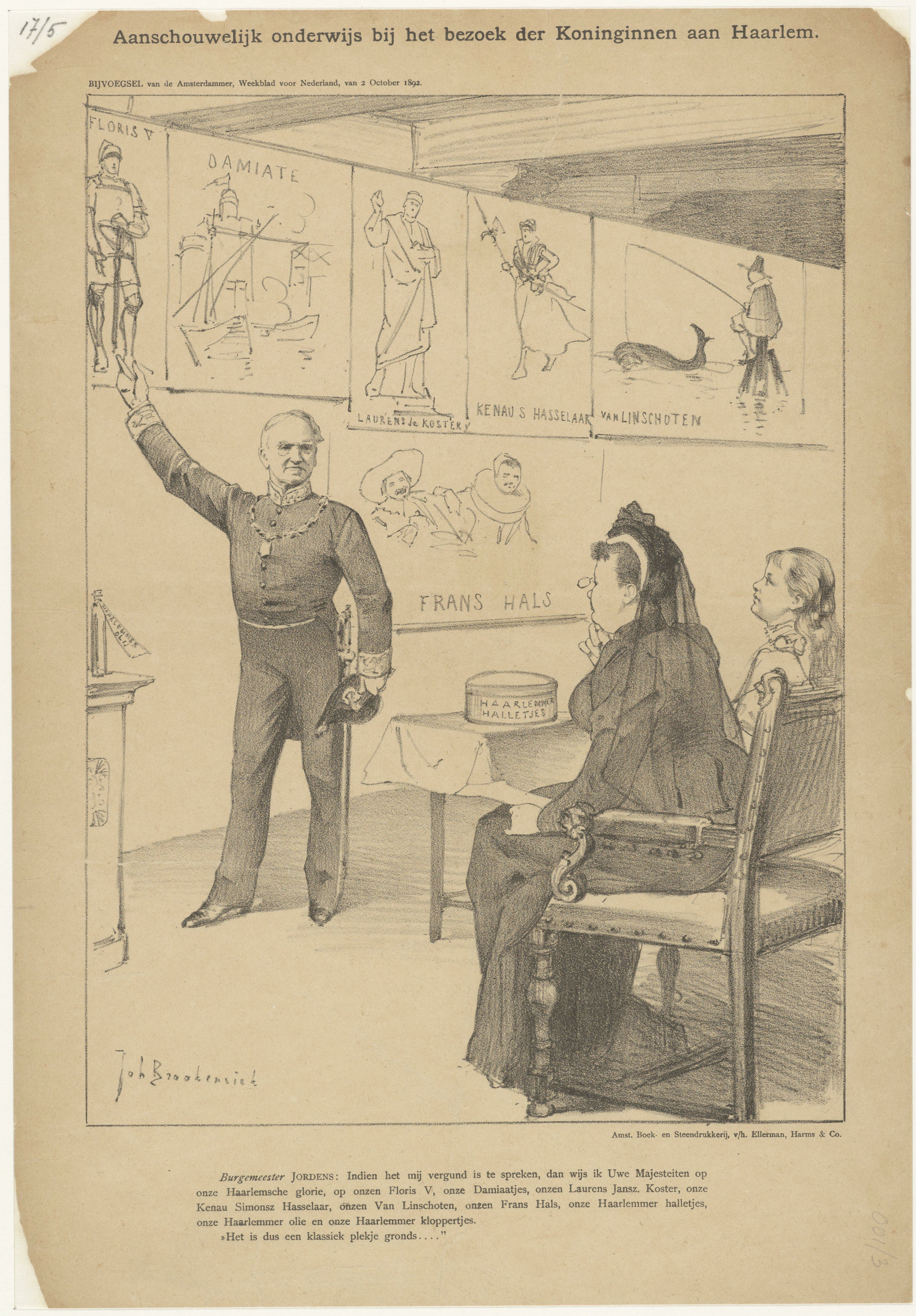
Een historiprent uit het Noord-Hollands Archief daterend van 1892, waarop is te zien Burgemeester Iordens die de Koninginnen, Wilhelmina der Nederlanden en Emma Wilhelmina Theresia aanschouwelijk onderwijs in de geschiedenis van Haarlem geeft, blijkens de bijgevoegde tekst: "Burgemeester Jordens: "Indien het mij vergund is te spreken, dan wijs ik Uwe Majesteiten op onze Haarlemsche glorie, op onzen Floris V, onze Damiaatjes, onzen Lauren Jansz.Koster, onze Kenau Simonsz Hasselaar, onzen Van Linschoten, onzen Frans Hals, onze Haarlemmer halletjes, onze Haarlemmer olie en onze Haarlemmer kloppertjes.

Door de eeuwen heen werd het recept nog veelvuldig gebruikt, totdat in 1991 de laatste bakker die het recept nog kende zijn deuren sloot. Het recept werd later als verloren aangenomen. Totdat Johan van de Weg, die tot februari 2025 zijn patisserie Van Ewijk had aan het einde van de Grote Houtstraat, nabij het Houtplein, het recept achterhaalde en wist te herstellen. 
Begin 2025 sloot Banketbakkerij van Ewijk de winkel in de Grote Houtstraat en leek het koekje, met het originele recept, opnieuw verloren te gaan. De Haarlemse Bakker benaderde Van Ewijk om het recept over te nemen. In april 2025 werd het Haarlemmer Halletje geïntroduceerd bij De Haarlemse Bakker en daarmee heeft het koekje weer een nieuwe eigenaar.

## Recept
Volgens een traditioneel recept uit 1768 werd voor het bakken van de koekjes gebruik gemaakt van tarwemeel, witte poedersuiker, boter, kaneel en eieren. Moderne varianten maken vaak gebruik van bruine basterdsuiker en bakpoeder.